# Patrick Watson (Musiker)
Patrick Watson (* 1979 in Kalifornien, USA) ist ein kanadischer Singer-Songwriter und seit 2003 Frontmann der nach ihm benannten Band, deren Indie-Rock-Musik Einflüsse des Cabaret Pop, Jazz, Psychedelic und der klassischen Musik aufweist. Aus diesem Grund wird er oft mit Rufus Wainwright und Jeff Buckley verglichen.

## Biografie
Watson wurde in Kalifornien geboren, wuchs aber in Hudson (Québec) auf, wo er das Lower Canada College besuchte. Am Vanier College in Montreal erhielt er eine Ausbildung zum klassischen Pianisten und gründete mit Freunden von der High School die Ska-Band Gangster Politics. Später verließ er die Gruppe und gab 2001 sein Debüt mit dem rein instrumentellen Soloalbum Waterproof9, dem Ergebnis einer musikalisch-visuellen Zusammenarbeit mit der befreundeten Fotografin Brigitte Henry, deren Unterwasser-Porträts Waterproof / Portraits sous l’eau die Grundlage bildeten.
Nach weiteren Soloversuchen formierte sich um Watson als Leadsänger, Pianist und Keyboarder eine vierköpfige Band aus Simon Angell (Gitarre, Banjo), Mishka Stein (Bass) und Robbie Kuster (Schlagzeug). Im Studio und auf Tourneen arbeitete Patrick Watson unter anderem mit John Cale, The Cinematic Orchestra, Amon Tobin, The Dears, Philip Glass, The Stills, Feist und James Brown zusammen.
2003 nahm die Band ihr erstes Album Just Another Ordinary Day auf. Der große Durchbruch gelang ihr aber erst mit dem 2006 bei Secret City Records veröffentlichten Album Close to Paradise, welches am 24. September 2007 den Polaris Music Prize gewann. Außerdem wurde Watson für den kanadischen Juno Award als New Artist of the Year 2007 nominiert, unterlag dabei aber Tomi Swick. Der Track The Great Escape wurde für eine Folge der dritten Staffel der US-amerikanischen Fernsehserie Grey’s Anatomy verwendet.
Für das im Mai 2007 erschienene Album Ma Fleur von The Cinematic Orchestra schrieb Patrick Watson vier Tracks, für die er auch die Vocals übernahm (To Build a Home, Music Box, Into You und That Home). Sein Missing-You-Remix von Guy Doune, einem Track des Electro-Musikers Champion, konnte in Kanada Charterfolge verbuchen.
Brett Novak (Filmemacher) und Kilian Martin (Skater) haben den Song Fireweed aus dem Album Wooden Arms als Soundtrack für das Video Kilian Martin: A Skate Regeneration verwendet.
Im April 2012 erfolgte die Veröffentlichung des fünften Albums Adventures in Your Own Backyard, auf die eine Tournee in Europa und Nordamerika folgte.
In der 6. Folge der 1. Staffel The Walking Dead – The World Beyond wird sein Song Here Comes the River als Hintergrundmusik für ein Schattentheater verwendet. 

## Diskografie

### Alben
- Waterproof9 (Soloalbum, 2001)
- Just Another Ordinary Day (2003)
- Close to Paradise (2006)
- Wooden Arms (2009)
- Adventures in Your Own Backyard (2012)
- Love Songs for Robots (2015)
- The 9th Life of Louis Drax (Original Motion Picture Soundtrack, 2016)
- Wave (2019)
- Better in the Shade (2022)

### Singles
- Je te laisserai des mots (2010, UK: Platin)
- The Great Escape (2019, CA: Gold)

## Auszeichnungen für Musikverkäufe
| Goldene Schallplatte - Dänemark - 2023: für das Lied To Build a Home - 2024: für die Single Je te laisserai des mots - Italien - 2023: für die Single Je te laisserai des mots Platin-Schallplatte - Griechenland - 2024: für die Single Je te laisserai des mots - Spanien - 2025: für die Single Je te laisserai des mots - Vereinigtes Königreich - 2021: für das Lied To Build a Home | 2× Platin-Schallplatte - Vereinigte Staaten - 2024: für das Lied To Build a Home - 2025: für die Single Je te laisserai des mots 4× Platin-Schallplatte - Kanada - 2025: für das Lied To Build a Home |

Anmerkung: Auszeichnungen in Ländern aus den Charttabellen bzw. Chartboxen sind in ebendiesen zu finden.
| Land/RegionAuszeichnungen für Musikverkäufe (Land/Region, Auszeichnungen, Verkäufe, Quellen) | Gold     | Platin       | Verkäufe  | Quellen             |
| -------------------------------------------------------------------------------------------- | -------- | ------------ | --------- | ------------------- |
| Dänemark (IFPI)                                                                              | 2× Gold2 | —            | 90.000    | ifpi.dk             |
| Griechenland (IFPI)                                                                          | —        | Platin1      | 20.000    | Einzelnachweise     |
| Italien (FIMI)                                                                               | Gold1    | —            | 50.000    | fimi.it             |
| Kanada (MC)                                                                                  | 5× Gold5 | 4× Platin4   | 530.000   | musiccanada.com     |
| Spanien (Promusicae)                                                                         | —        | Platin1      | 60.000    | elportaldemusica.es |
| Vereinigte Staaten (RIAA)                                                                    | —        | 4× Platin4   | 4.000.000 | riaa.com            |
| Vereinigtes Königreich (BPI)                                                                 | —        | 2× Platin2   | 1.200.000 | bpi.co.uk           |
| Insgesamt                                                                                    | 8× Gold8 | 12× Platin12 |           |                     |